# Charitonowka (obwód briański)
Charitonowka (ros. Харитоновка) – wieś (dieriewnia) w Rosji, w obwodzie briańskim, w rejonie kletniańskim. W 2010 liczyła 293 mieszkańców.